# Pieter Burman el Viejo
Pieter Burman (Ultrech, 6 de julio de 1668- Leiden, 31 de marzo de 1741), también conocido como Peter o Pieter Burmann (en latín: Petrus Burmannus)  y distinguido póstumamente de su sobrino como "el Viejo" ( en latín: Senior ), fue un erudito clásico holandés.

## Vida
Burman nació en Utrecht, hijo de Franz Burmann ( Franciscus Burmannus; 1628-1679) y María, hija de Abraham Heidanus. Su padre era hijo de un pastor protestante que había sido expulsado de Francia; ofició como profesor de teología en Utrecht y se hizo conocido por sus escritos, especialmente por sus comentarios sobre el Antiguo Testamento.  A la edad de trece años, Pieter ingresó a la universidad donde estudió con Graevius y Gronovius. Se dedicó particularmente al estudio de las lenguas clásicas y se volvió extraordinariamente competente en la composición latina. Como estaba destinado a la abogacía, pasó algunos años asistiendo a clases de derecho. Durante aproximadamente un año estudió en Leiden, prestando especial atención a la filosofía y al griego.
A su regreso a Utrecht obtuvo el grado de doctor en derecho (marzo de 1688), y después de viajar por Suiza y parte de Alemania, se dedicó en la práctica del derecho, sin abandonar, sin embargo, sus estudios clásicos. En diciembre de 1691 fue nombrado recaudador de los diezmos que originalmente se pagaban al obispo de Utrecht, y cinco años más tarde fue nombrado profesor de elocuencia e historia. A esta cátedra pronto se le añadió la de griego y política. En 1714 realizó una breve visita a París, que aprovecho para apreciar sus bibliotecas. Al año siguiente fue nombrado sucesor del célebre Perizonio, que había ocupado la cátedra de historia, lengua griega y elocuencia en Leiden.
Posteriormente, Burman fue nombrado profesor de historia de los Países Bajos y en 1724 se convirtió en el noveno bibliotecario de la Universidad de Leiden. Sus numerosos trabajos editoriales y críticos difundieron su fama como académico por toda Europa y lo involucraron en muchas de las tormentosas disputas que entonces eran tan comunes entre los hombres de letras.

## Obras

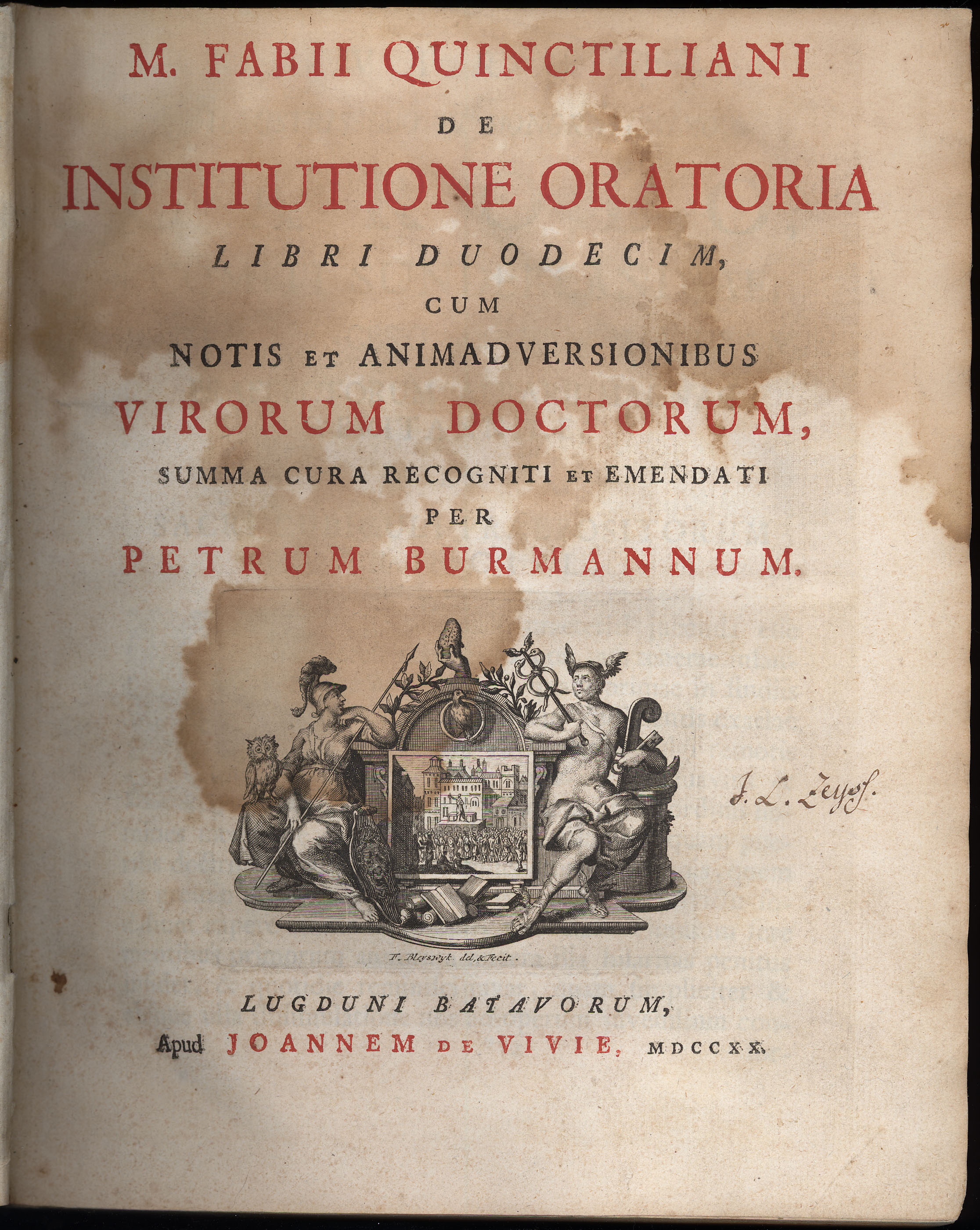
Página de título de la edición de Quintiliano de Burman (Leiden 1720)

Burman publicó ediciones latinas de Fedro (1698),  Horacio (1699),  Valerius Flaccus (1702),  Petronio (1709),  Menandro y Filemón (1710),  Ovidio ( 1713  y 1727),  Velleius Paterculus (1719),  Quintiliano (1720),  Justino el historiador (1722),  varios poetas latinos menores (1731),  Suetonio (1736),  y Lucano (1740)  Murió mientras editaba la obra de Virgilio, una edición que fue completada por su sobrino. En su edición del Satiricón de Petronio, Burman demostró que el material suplementario agregado recientemente al texto por François Nodot era de hecho una falsificación.  
Burman también enmendó la edición de Thomas Ruddiman de las obras latinas de George Buchanan  continuó los Tesauros de historia italiana  y siciliana de Graevius,  y escribió el tratado De Vectigalibus Populi Romani (1694)  y Breve descripción de las antigüedades romanas (1711).  Su Sylloge of Letters Written by Illustrious Men (1725–27)  contiene material biográfico sobre los eruditos.  También editó varios otros volúmenes de cartas.
La lista de obras de Burman ocupa cinco páginas en el Onomasticon de Sajonia. Sus poemas y oraciones en latín  se volvieron a publicar después de su muerte.  Hay un relato de su vida en la revista Gentleman's Magazine de abril de 1742 escrito por Samuel Johnson.